# Skały (Sainte-Croix)
Pour les articles homonymes, voir Skały.
Skały est une localité polonaise de la gmina de Nowa Słupia, située dans le powiat de Kielce en voïvodie de Sainte-Croix.
Près du village, dans la vallée de la Dobruchna, des affleurements – qui sont parmi les plus célèbres en Pologne – ont permis de définir la « formation de Skały » (anciennement « couches de Skały »). Cette unité lithostratigraphique datée du Dévonien moyen contient une faune fossile remarquablement riche et bien conservée, par exemples des dizaines d’espèces de brachiopodes.